# Насоново (Калузька область)
Насоново (рос. Насоново) — присілок в Мединському районі Калузької області Російської Федерації.
Населення становить 3 особи. Входить до складу муніципального утворення Село Кременське.

## Історія
Від 2004 року входить до складу муніципального утворення Село Кременське.

## Населення
| 2002 | 2010 |
| ---- | ---- |
| 13   | ↘3   |